# 2020年环法自行车赛
2020年环法自行车赛是第107届环法自行车赛。此次比赛原定于2020年6月27日开赛，然而受2019冠状病毒病疫情影响，该比赛延期至2020年8月29日开赛。比赛的起点位于尼斯，终点位于巴黎香榭丽舍大街，比赛全程都在法国境内进行。最终来自阿聯酋航空車隊的斯洛文尼亚人塔德伊·波加薩爾获得该届比赛的总冠军。波加萨尔的同胞，为珍宝-维斯玛车队效力的普里莫日·羅格里奇获得第二名。来自崔克车队的澳大利亚选手里奇·波特则获得第三名。

## 防疫措施
尽管2020年8月底时，法国疫情出现反弹，该届环法仍旧按计划开赛。为防止感染扩大，赛事主办单位出台了相应的防疫措施。参赛运动员和车队工作人员必须定期接受病毒检测，如果同一车队一周内有至少两名选手或工作人员病毒检测结果呈阳性，则该队全体成员必须接受隔离，同时该队全体成员也必须放弃后面阶段的比赛。选手在非比赛及训练场合必须戴上口罩。现场观赛的观众也必须时刻戴上口罩，同时媒体和观众也不允许与选手近距离互动。

## 赛事经过
总共有来自22支队伍的176名自行车手参加此次比赛。珍宝-维斯玛车队的普里莫日·羅格里奇从第9赛段起穿上黄衫并一直保持到第20赛段，即香榭丽舍大街收官日前的最后一个赛段。第20赛段为从吕尔启程至美少女高地终点的长36.2公里的山地计时赛。在开始前，羅格里奇领先第二名、首次参加环法的塔德伊·波加薩爾达57秒。波加薩爾和羅格里奇在美少女高地最后的爬坡前先后都从计时赛专用车换回公路车，此阶段羅格里奇仍保有20余秒的总成绩领先。然而波加薩爾在最后5公里的陡坡中绝地翻盘，在总成绩上反超羅格里奇59秒，赢得黄衫并保持后到最后一日结束。